# Thomas Fantl
Thomas Fantl (* 9. Dezember 1928 in Prag; † 20. Juli 2001 in München) war ein tschechisch-deutscher Filmregisseur.
Fantl entstammte einer deutsch-jüdischen Familie. Er überlebte den Holocaust; in den Jahren 1941 bis 1945 wurde er in die Konzentrationslager Theresienstadt, Auschwitz und Buchenwald deportiert.
Nach dem Krieg arbeitete er an der FAMU in Prag und war u. a. Regieassistent von Juri Weiss. Zwischen 1954 und 1955 erhielt er in der Tschechoslowakei Arbeitsverbot und emigrierte 1957 in die Bundesrepublik Deutschland, wo er zunächst als Lektor und Dramaturg bei der Film-Hansa arbeitete. Seit 1963 war Fantl freier Regisseur, vorwiegend für das ZDF. Unter anderem führte er Regie zur Fernsehserie Unterwegs nach Atlantis. 1964 entstand der Spielfilm Die Zeit der Schuldlosen nach dem Drama von Siegfried Lenz, mit dessen Mitarbeit am Drehbuch. Insgesamt führte Fantl 43 Mal Regie, wobei er seit Anfang der 1980er Jahre nur noch sporadisch tätig war.
Der Filmproduzent Jan Fantl ist sein Sohn.

## Film
- 1964: Die Zeit der Schuldlosen; Film nach dem  Zeit der Schuldlosen von Siegfried Lenz
- 1967: …geborene Lipowski; Folge 8 der Filmreihe Interpol
- 1974: Eine todsichere Sache; Folge 38 der ersten Staffel aus Tatort
- 1978: Noch einmal Adam und Eva; Folge 4 der ersten Staffel aus Geschichten aus der Zukunft
- 1982: Unterwegs nach Atlantis; 13-teilige Fernsehserie